# Feliks Wieser (partizan)
Feliks Wieser (vízer), partizan in politični delavec na avstrijskem Koroškem, * 22. maj 1922, Slovenji Plajberk.  

## Življenje in delo
Feliks Wieser-starejši, oče političnega delavca F. Wieserja je avgusta 1944 ušel iz nemške vojske k partizanom in se pridružil borcem Zapadnokoroškega odreda. Bil je član SKOJ in organizator OF. Po vojni je ostal v JLA. Leta 1947 se je vrnil na avstrijsko Koroško, delal v OF, Demokratični fronti delavnega ljudstva, Zvezi koroških partizanov in Zvezi slovenskih organizacij na Koroškem. Napisal je partizanske spomine in članek Bandenkampfgebiet (Koroška v borbi, Celovec, 1951).